# هان كيو تشول
هان كيو تشول (الكورية: 한 규철) (من مواليد 24 ديسمبر 1981) هو سباح من كوريا الجنوبية.
شارك في دورة الألعاب الآسيوية 2006 في الدوحة بقطر.

## روابط خارجية
- هان كيو تشول على موقع الاتحاد الدولي للسباحة (الإنجليزية)
- هان كيو تشول على موقع أوليمبيديا (الإنجليزية)